# Wolfgang Müller (officier)
Ne doit pas être confondu avec Wolfgang Müller.
Pour les articles homonymes, voir Müller.
Wolfgang Müller (né le 15 décembre 1901 à Bad Rehburg, mort le 6 janvier 1986 à Mettmann) est un officier allemand, membre du complot du 20 juillet 1944.

## Biographie
Wolfgang Müller vient d'une famille de médecins. En 1912, il s'engage dans le corps des cadets et va d'abord à Bensberg puis à l'école principale prussienne des cadets à Berlin, où il obtient l'abitur.
En 1919, il rejoint le corps franc Landesjäger du général Georg Ludwig Rudolf Maercker, où  il est chargé de la surveillance des journaux d'extrême-gauche.
En 1921, Müller va à l'école d'infanterie de la Reichswehr à Munich et est nommé l'année suivante lieutenant de la Reichswehr. De 1924 à 1926, il est instructeur de la Reichswehr noire dans le Wehrkreis IV ainsi que pour les jeunes du Stahlhelm, Bund der Frontsoldaten et de l'Ordre de la Jeune Allemagne. Dans les années 1930, Müller monte dans la hiérarchie militaire. En juin 1944, il est nommé chef de la division d'infanterie de l'Ersatzheer à Döberitz.
Le 20 juillet 1944, Müller fait partie du complot. Il est arrêté, passe plusieurs mois en prison et dégradé en avril 1945 puis est prisonnier de guerre par les Alliés jusqu'à sa libération en mars 1946.
Il devient président en 1948 puis directeur général en 1949 de la fondation de la recherche historique initiée par le journal Das Andere Deutschland. Dans le même temps, Müller est de 1946 jusqu'à sa démission en 1950 vice-conseiller de l'Association des persécutés du régime nazi.
Le 20 novembre 1951, Müller pose sa candidature pour intégrer l'Amt Blank qui est rejetée.
Dans les années 1950, Müller occupe différents postes dans diverses associations de victimes du régime nazi. En 1955, il reçoit la médaille Adenauer de l'Arbeitsgemeinschaft Demokratischer Kreise. De 1957 à 1967, il est rédacteur de la revue Wehrausbildung in Wort und Bild – Ausbildungszeitschrift der Unteroffiziere der Bundeswehr. En 1966, il est un soutien pour le SPD intègre la grande coalition.